# Bislett Games 2014
Navigation
Édition précédente Édition suivante
Le  meeting des Bislett Games 2014 s'est déroulé le 11 juin 2014 au Bislett stadion d'Oslo, en Norvège. Il s'agit de la cinquième étape de la Ligue de diamant 2014.

## Résultats

### Hommes
| Épreuve           | Vainqueur                                 | Second                               | Troisième                     |
| ----------------- | ----------------------------------------- | ------------------------------------ | ----------------------------- |
| 100 m             | Richard Thompson 10 s 02                  | Jimmy Vicaut 10 s 04                 | Adam Gemili 10 s 11           |
| Mile              | Ayanleh Souleiman 3 min 49 s 49           | Nick Willis 3 min 49 s 83 (PB)       | Homiyu Tesfaye 3 min 49 s 86  |
| 5 000 m           | Yenew Alamirew 13 min 01 s 57 (WL)        | Caleb Mwangangi Ndiku 13 min 02 s 15 | Galen Rupp 13 min 03 s 35     |
| 110 m haies       | Pascal Martinot-Lagarde 13 s 12 (=PB, WL) | Andrew Riley 13 s 36                 | Sergueï Choubenkov 13 s 37    |
| 3 000 m steeple   | Jairus Kipchoge 8 min 02 s 37 (PB, WL)    | Evan Jager 8 min 06 s 97             | Hillary Yego 8 min 10 s 93    |
| Saut à la perche  | Renaud Lavillenie 5,77 m                  | Malte Mohr 5,70 m                    | Konstadínos Filippídis 5,60 m |
| Triple saut       | Will Claye 17,41 m                        | Christian Taylor 17,15 m             | Ernesto Revé 16,96 m          |
| Lancer du poids   | Joe Kovacs 21,14 m                        | David Storl 21,08 m                  | Reese Hoffa 21,07 m           |
| Lancer du javelot | Tero Pitkämäki 84,18 m                    | Julius Yego 84,17 m                  | Vítězslav Veselý 83,53 m      |

### Femmes
| Épreuve          | Vainqueur                         | Seconde                     | Troisième                       |
| ---------------- | --------------------------------- | --------------------------- | ------------------------------- |
| 200 m            | Allyson Felix 22 s 73             | Jodie Williams 22 s 97      | Myriam Soumaré 22 s 98          |
| 400 m            | Novlene Williams-Mills 50 s 06    | Natasha Hastings 50 s 60    | Amantle Montsho 51 s 05         |
| 800 m            | Eunice Sum 1 min 59 s 02          | Ajee Wilson 1 min 59 s 68   | Jessica Judd 1 min 59 s 77 (PB) |
| 400 m haies      | Kaliese Spencer 54 s 94           | Kemi Adekoya 54 s 96        | Eilidh Child 55 s 33            |
| Saut en hauteur  | Mariya Kuchina 1,98 m (PB)        | Blanka Vlašić 1,98 m        | Ana Šimić 1,95 m                |
| Saut en longueur | Tianna Bartoletta 7,02 m (PB, WL) | Shara Proctor 6,78 m        | Funmi Jimoh 6,71 m              |
| Lancer du disque | Sandra Perković 67,17 m           | Gia Lewis-Smallwood 65,77 m | Denia Caballero 64,89 m         |